# Филарет Вафидис
Вижте пояснителната страница за други личности с името Филарет.
Филарет Вафидис (на гръцки: Φιλάρετος, Филаретос) е гръцки духовник, костурски (1889 - 1899) и димотишки (1899 - 1928) митрополит.

## Биография
Вафидис е роден със светското име Христос Вафидис (Χρήστος Βαφείδης) в 1850 година в Цариград в семейството на Йоан и Томаида Вафидис, гърци от Лозенград. Чичо му Филотей Вриениос е митрополит на Никомидия, а брат му Константин Вафидис е димотишки, маронийски и серски митрополит и преподавател в богословското училище в Халки. В 1871 година Вафидис завършва Халкинската семинария, като по време на учението си там (1865 - 1871) е ръкоположен за дякон. В 1875 година получава докторска степен по философия от Лайпцигския университет. От 1875 до 1888 година преподава в Халкинската семинария.
На 14 май 1888 година е избран и на 22 май 1888 година е ръкоположен в катедралата „Свети Георги“ за трапезундски митрополит. Ръкополагането е извършено от митрополит Софроний Никейски в съслужение с митрополитите Константий Визенски, Атанасий Сисанийски, Гервасий Халдийски, Доротей Алепски и епископ Антим Синадски.
На 10 октомври 1889 година Филарет е избран за костурски митрополит. Българският учител и свещеник от Костурско Търпо Поповски описва Филарет така:
| „ | По характер е непредвидлив, злобен до крайност, отмъстителен и в пълния смисъл фенерски тиранин, с титлата доктор на историята. Още в началото на назначението му като костурски владика развил своята енергия и скроил план чрез неговата германска история да асимилира костурското чисто българско население. | “ |

През май 1899 година е преместен като димотишки митрополит. По време на Първата световна война от 1917 до 1919 година е задържан от българските власти.
От 21 февруари 1928 година е ираклийски митрополит, но пребивава в Солун, където умира на 11 октомври 1933 година.